# Masumi Asano
Pour les articles homonymes, voir Asano.
Masumi Asano (浅野 真澄, Asano Masumi), née le 25 août 1977 à Noshiro, dans la préfecture d'Akita, et élevée à Misato, dans la préfecture de Saitama, est une seiyū (doubleuse japonaise), chanteuse, romancière, parolière, planificateur financier et narrateur .

## Rôles notables
- Saga dans Little snow fairy sugar (2001)
- Aoi dans Rizelmine (2002)
- Tomo Takino dans Azumanga Daioh (2002)
- Sonsaku Hakufu dans la série Ikki Tousen (2003-)
- Risa Harada dans D.N.Angel (2003)
- Manatsu dans Uta kata (2004)
- Tira dans la série Soul (2005-)
- Yukari Hirai dans Shakugan no Shana (2005 - 2006)
- Ayuki Mari dans Kashimashi ~girl meets girl~ (2006)
- Oboro Kashiwagi dans Zettai Karen Children (2008 - 2009)
- Shalon dans Quiz Magic Academy The Original Animation (2008, 2010)
- Miyuki Ayukawa dans Basquash! (2009)
- Margaret dans One Piece (2010)
- CyberConnect2 dans Hyperdimension Neptunia Victory (2012)
- Maria dans The Last of Us (version japonaise) (2013)
- Minami Kaido/Cure Mermaid dans Go! Princess PreCure (2015 - 2016)
- Xeres dans Dragon Ball Super (2017)